# Wolfram Hucke

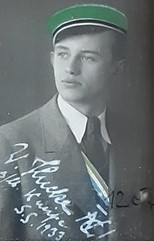
Wolfram Hucke

Wolfram Hucke (* 6. Februar 1914 in Madrid; † 9. Januar 2011 in Kungsbacka, Südschweden) war ein deutscher Diplomat.

## Leben
Hucke studierte an der Philipps-Universität Marburg Rechtswissenschaft und wurde im Jahr 1933 im Corps Hasso-Nassovia recipiert. 1937 wurde er in Marburg zum Dr. iur. promoviert.
Am 1. August 1952 trat er als Angestellter in den Auswärtigen Dienst ein. Nach kurzer Einweisung in der Zentrale wurde er als Leiter der Konsularabteilung an die Deutsche Botschaft in Santiago de Chile versetzt. Dort wurde er im August 1954 in das Beamtenverhältnis übernommen. 1957 in die Zentrale zurückgekehrt, war er zunächst im Protokoll und dann als stellvertretender Referatsleiter in der Rechtsabteilung tätig. Er wurde Leiter des Konsulats in Porto Alegre (1961) und in Detroit (1964). Als Leiter der Rechts- und Konsularabteilung kam er im Jahr 1966 an die Pariser Botschaft im Hôtel Beauharnais. Botschafter war er ab 1972 in Guatemala und ab 1975 in Havanna. Als Rudolf Scharping zu einem Festival in Havanna weilte, zog Hucke wohl Vergleiche zwischen den damals in Lateinamerika weit verbreiteten Militärdiktaturen – so auch auf seinem vorhergehenden Posten Guatemala – und dem kommunistischen Kuba, die dieser dann dem SPIEGEL als Geschichte präsentierte. Nach einer anderen Quelle habe Hucke gewirkt „wie ein preußischer Soldat, der ... auf verlorenem Posten ausharrt“. Mit Erreichen der Altersgrenze trat er im Februar 1979 in den Ruhestand. Verheiratet war er mit der Schwedin Siv Nellie.